# Sierra de Cayey
La sierra de Cayey est un petit massif montagneux prolongeant la cordillère Centrale au sud-est de l'île de Porto Rico dans les Caraïbes.

## Géographie
Située au sud-est de l'île, la sierra de Cayey est une extension de la cordillère Centrale. Elle s'étend sur environ 10 km de longueur et 7 km de largeur maximales, débute à l'ouest dans la municipalité de Cayey, couvre une grande partie de la partie méridionale du territoire de la municipalité de Caguas et va à l'est jusqu'à San Lorenzo.
Son altitude maximale ne dépasse pas les 1 000 m avec un point culminant, le cerro La Santa, à 903 m.

### Hydrographie
La principale rivière de l'île de Porto Rico, le río Grande de Loíza, prend sa source dans la sierra de Cayey tandis que le río de la Plata traverse la vallée de Cayey.